# Смогоровка
Смогоровка (бел. Смагароу́ка, Смагорау́ка) — деревня в Червенском районе Минской области. Входит в состав Смиловичского сельсовета.

## Географическое положение
Находится примерно в 32 километрах к западу от Червеня, в 30 км к юго-востоку от Минска, в 24 км от железнодорожной станции Руденск линии Минск-Осиповичи, в 2 км от автодороги Минск—Могилëв.

## История
Впервые упоминается в XIX веке. На 1848 год фольварк рода Монюшко, входивший в состав Игуменского уезда Минской губернии. Согласно переписи населения 1897 года относился к Смиловичской волости, там насчитывался 1 двор, проживал 21 человек. В начале XX века в фольварке было 8 жителей. В 1917 году насчитывалось 2 двора и 3 жителя. 20 августа 1924 года вошла в состав вновь образованного Корзуновского сельсовета Смиловичского района Минского округа (с 20 февраля 1938 — Минской области). Согласно переписи населения СССР 1926 года посёлок, где было 7 дворов, проживали 29 человек, рядом всё ещё существовал фольварок, где было 3 жителя. В 1954 году в связи с упразднением Корзуновского сельсовета деревня вошла в Смиловичский сельсовет. 20 января 1960 года в связи с упразднением Руденского района вместе с сельсоветом передана в Червенский район, тогда здесь было 127 жителей. На 1980-е годы относилась к совхозу «Заветы Ильича». По итогам переписи населения Беларуси 1997 года в деревне насчитывались 21 дом и 44 жителя, тогда там функционал магазин. На 2013 год 10 круглогодично жилых домов, 20 постоянных жителей.

## Население
- 1897 — 1 двор, 21 житель
- начало XX века — 1 двор, 8 жителей
- 1917 — 2 двора, 3 жителя
- 1926 — 8 дворов, 32 жителя (посёлок + фольварок)
- 1960 — 127 жителей
- 1997 — 21 двор, 44 жителя
- 2013 — 10 дворов, 20 жителей